# Sons of Anarchy (1.ª temporada)
A primeira temporada de Sons of Anarchy, uma série dramática de televisão dos Estados Unidos, estreou em 3 de setembro de 2008 e terminou em 26 de novembro de 2008, com 13 episódios exibidos no canal FX. Criada por Kurt Sutter, a série se passa em Charming, uma cidade fictícia no Vale Central da Califórnia, e acompanha a vida de um clube de motociclistas fora da lei. O protagonista Jackson "Jax" Teller, interpretado por Charlie Hunnam, é o vice-presidente do clube e começa a questionar suas ações e o próprio clube.
Sons of Anarchy é a história da família Teller-Morrow de Charming, Califórnia, bem como de outros membros do Sons of Anarchy Motorcycle Club Redwood Original (SAMCRO), suas famílias, vários moradores de Charming, gangues aliadas e rivais, associados, e agências legais que minam ou apoiam os empreendimentos legais e ilegais de SAMCRO.

## Sinopse
A primeira temporada da série retrata Jax, um membro de um clube de motociclistas, lidando com a destruição do armazém do clube, a overdose de sua ex-esposa grávida e os desafios de conciliar sua vida no clube com as memórias de seu pai fundador. Enquanto isso, seu amigo Opie é libertado da prisão, e as autoridades tentam fechar o clube.

## Elenco e personagens

### Elenco principal
- Charlie Hunnam como Jackson "Jax" Teller
- Katey Sagal como Gemma Teller Morrow
- Mark Boone Jr. como Robert "Bobby Elvis" Munson
- Kim Coates como Alexander "Tig" Trager
- Tommy Flanagan como Filip "Chibs" Telford
- Johnny Lewis como Kip "Half-Sack" Epps
- Maggie Siff como Dra. Tara Knowles
- Ron Perlman como Clarence "Clay" Morrow

### Convidados especiais
- Drea de Matteo como Wendy Case
- Ally Walker como Agente June Stahl
- Tom Everett Scott como Rosen
- Brian Van Holt como Kyle Hobart

### Elenco recorrente
- Dayton Callie como Chefe Wayne Unser
- Theo Rossi como Juan-Carlos "Juice" Ortiz
- Ryan Hurst como Harry "Opie" Winston
- Taylor Sheridan como Vice-Chefe de Polícia David Hale
- William Lucking como Piermont "Piney" Winston
- Dendrie Taylor como Luann Delaney
- Sprague Grayden como Donna Winston
- Jay Karnes como Agente Joshua Kohn
- Mitch Pileggi como Ernest Darby
- Emilio Rivera como Marcus Alvarez
- Tory Kittles como Laroy Wayne
- Taryn Manning como Cherry/Rita
- Keir O'Donnell como Lowell Harland, Jr.
- Glenn Plummer como Xerife Vic Trammel
- Julie Ariola como Mary Winston
- Jamie McShane como Cameron Hayes

### Estrelas convidadas
- David Labrava como Happy Lowman
- Patrick St. Esprit como Elliott Oswald
- Kurt Sutter como "Big" Otto Delaney
- Olivia Burnette como Mulher sem-teto
- Michael Shamus Wiles como Jury White
- Kenneth Choi como Henry Lin
- Michael Marisi Ornstein como Chuck Marstein
- Marcos de la Cruz como Estevez

## Episódios
| N.º na série | N.º na temp. | Título                                                   | Dirigido por                   | Escrito por                  | Exibição original      | Cód. de produção | Audiência (milhões) |
| --- | ------------ | -------------------------------------------------------- | ------------------------------ | ---------------------------- | ---------------------- | ---------------- | ------------------- |
| 1 | 1            | "Pilot" "(Piloto)" (BR)                                  | Allen Coulter & Michael Dinner | Kurt Sutter                  | 3 de setembro de 2008  | 1WAB79           | 2.53                |
| O Mayans Motorcycle Club invade um armazém em Charming, Califórnia, cheio de armas pertencentes à filial original do Sons of Anarchy Motorcycle Club Redwood (SAMCRO), antes de queimá-lo. Jackson "Jax" Teller, o vice-presidente da SAMCRO, muda-se para o clube dos Sons of Anarchy depois de deixar sua ex-esposa grávida, Wendy Case, viciada em heroína e metanfetamina. Ao visitar um armário em busca de itens antigos para bebês, ele descobre as lembranças de seu falecido pai John, incluindo um livro de memórias da vida de John como membro fundador dos Sons of Anarchy. As memórias detalham as grandes esperanças e decepções de John nos Sons of Anarchy. A mãe de Jax, Gemma, teme que seu filho esteja amolecendo e repassa esse medo para seu marido, o presidente da SAMCRO, Clay Morrow. |              |                                                          |                                |                              |                        |                  |                     |
| 2 | 2            | "Seeds" "(Sementes)" (BR)                                | Charles Haid                   | Kurt Sutter                  | 10 de setembro de 2008 | 1WAB01           | 2.20                |
| O vice-chefe de polícia, David Hale, descobre os corpos de duas imigrantes clandestinas (que Tig Trager estava abrigando em troca de favores sexuais) sob as ruínas do armazém de armas incendiado da SAMCRO. O desonesto chefe de polícia de Charming, Wayne Unser, que se aposentará em breve, promete manter Hale fora do rastro da SAMCRO se o clube proteger um de seus caminhões de entrega. A fim de distrair a polícia por tempo suficiente para se livrar dos corpos, Jax faz Meio-Saco desenterrar alguns cadáveres recentemente enterrados para despejar em público. A gangue rouba o caminhão do chefe Unser e o chantageia para atrasar sua aposentadoria até que a SAMCRO possa reconstruir sua operação de tráfico de armas. Tara acusa Gemma de fornecer a Wendy, que está se recuperando de sua overdose, com a heroína que quase a matou. Opie pondera a opção de retornar à SAMCRO em face das contas crescentes. Tig e Bobby recuperam os corpos das imigrantes e os cremam. |              |                                                          |                                |                              |                        |                  |                     |
| 3 | 3            | "Fun Town" "(Parque de Diversões)" (BR)                  | Stephen Kay                    | Kurt Sutter                  | 17 de setembro de 2008 | 1WAB02           | 2.10                |
| Quando Tristen - a filha adolescente do proeminente empresário e proprietário de terras de Charming, Elliott Oswald - é estuprada durante o carnaval em um parque de diversões, Oswald se volta para a SAMCRO para obter justiça. A polícia pede respostas a Tristen, mas seus pais protestam, temendo que o caso atraia a atenção da mídia. A conexão IRA da SAMCRO chega a Charming com um caminhão de rifles AK-47, escondidos em barris de óleo enviados de Dungloe. Depois que Wendy recupera a consciência, Tara a incita a descobrir se Gemma lhe forneceu heroína. Gemma traz flores para Wendy e a avisa para não contar nada a Tara. Gemma então visita Tristen e sua mãe, e as convence a revelar a identidade do estuprador. SAMCRO caça o estuprador, um palhaço do carnaval, e o leva até Elliott, que traz uma faca especial normalmente usada para castrar touros que ele planejava usar para castrar o estuprador. Quando Elliott muda de ideia e desiste, Clay realiza a castração ele mesmo, então empacota a faca com as impressões digitais para usar como chantagem contra Elliott, enquanto Clay se preocupa que os empreendedores imobiliários interessados nas terras de Elliott tragam atenção indesejada para Charming. |              |                                                          |                                |                              |                        |                  |                     |
| 4 | 4            | "Patch Over" "(Unificação)" (BR)                         | Paris Barclay                  | James D. Parriott            | 24 de setembro de 2008 | 1WAB03           | 2.25                |
| O clube viaja para Indian Hills, Nevada, para armazenar armas com um clube irmão, The Devil's Tribe. Quando os Mayans representam uma ameaça, Clay decide "unificar" a Tribe, tornando-os uma filial oficial dos Sons of Anarchy. Em uma festa comemorando a unificação, Meio-Saco flerta com Cherry, uma groupie da Tribe, mas Clay dorme com ela para punir Meio-Saco por cobiçar Gemma. Quando Jax vê as motocicletas dos Mayans paradas fora de um bar local, ele os atrai para uma emboscada na sede do clube da Tribe. Joshua Kohn, um agente da ATF, começa a investigar a SAMCRO e testemunha seu tiroteio com os Mayans. Gemma tenta aprender mais sobre Tara e a avisa para ficar longe de Jax. Alguém anonimamente envia a Tara uma foto de Jax fazendo sexo com uma garota que ele pegou no caminho para Indian Hills. |              |                                                          |                                |                              |                        |                  |                     |
| 5 | 5            | "Giving Back" "(Devolução)" (BR)                         | Tim Hunter                     | Jack LoGiudice               | 1 de outubro de 2008   | 1WAB04           | 2.19                |
| Gemma organiza uma arrecadação de fundos para a Charming High School, que traz de volta à cidade Kyle Hobart, um membro excomungado responsável pela prisão de Opie. Kyle e Opie resolvem suas diferenças em uma briga, mas quando Jax e Opie veem que Kyle não apagou sua tatuagem de Sons of Anarchy, eles o atraem para o clube e fazem Tig queimá-lo com um maçarico. Otto Delaney, um membro da SAMCRO preso em Stockton, negocia um acordo entre Clay e Chuck Marstein, um contador e masturbador compulsivo que busca proteção de seus ex-empregadores na máfia chinesa. A gangue ajuda Chuck a resgatar o dinheiro de seu esconderijo em um restaurante chinês, mas ao descobrir que o dinheiro é falsificado, eles fazem um acordo para entregá-lo ao mafioso Henry Lin. Tara é abordada pelo Agente Kohn, que é um ex-amante dela de Chicago, e contra quem Tara tem uma ordem de restrição. |              |                                                          |                                |                              |                        |                  |                     |
| 6 | 6            | "AK-51"                                                  | Seith Mann                     | Nichole Beattie              | 8 de outubro de 2008   | 1WAB05           | 2.09                |
| Piney Winston negocia a venda das AK-47 do IRA com Nate Meineke, um velho amigo de guerra. Meineke e vários associados da milícia atacam um comboio da polícia para libertar um associado, matando três pessoas, incluindo um policial. Clay é detido pela agente da ATF June Stahl sob suspeita de fornecer as armas à milícia, e o ATF consegue um mandado de busca na oficina de Gemma, forçando Jax a improvisar, escondendo o resto das armas em um caminhão séptico. Quando a ATF faz uma busca na sede do clube, o Agente Kohn encontra uma foto de Tara com Jax e fica com ciúme, destruindo o quarto de Jax. Stahl descobre que os supervisores de Kohn em Chicago acreditam que ele está de férias. Gemma descobre sobre o encontro de Clay com Cherry em Nevada e quebra o nariz de Cherry, ganhando uma viagem para a prisão, onde ela confronta Clay. Cherry garante a Gemma que ela não é uma ameaça, pois ela está interessada em Meio-Saco. Stahl deixa Clay ir livre depois que a ATF não encontra nenhuma arma, embora eles tenham encontrado os canos de isca do IRA. Para evitar mais suspeitas, a SAMCRO explode a base da milícia na floresta. |              |                                                          |                                |                              |                        |                  |                     |
| 7 | 7            | "Old Bones" "(Segredos Enterrados)" (BR)                 | Gwyneth Horder-Payton          | Dave Erickson                | 15 de outubro de 2008  | 1WAB06           | 1.87                |
| Tara pede a Jax uma carona do hospital para casa, e o Agente Kohn os segue. Jax avisa Kohn para ficar longe de Tara, e Kohn retalia arrombando a casa de Gemma e vandalizando o quarto de Abel. Jax o espanca violentamente, e Kohn é demitido por violar a lei federal e a ordem de restrição de Tara. Uma equipe de construção desenterra os ossos de três vítimas da SAMCRO; dois motoqueiros dos Mayans e Lowell Harland Sr., pai de um mecânico da oficina. Clay diz a Harland Jr. que seu pai foi morto pelos Mayans, mas a polícia faz com que Harland Jr. duvide de Clay e, durante uma recaída, ele acusa Clay de matar seu pai. Clay admite que matou Harland Sr. porque era um pai e marido abusivo. Bobby testa a lealdade de Cherry a Meio-Saco tentando dormir com ela, mas ela rejeita seus avanços. Clay, Tig e Chibs consertam uma luta de boxe fazendo uma grande aposta contra Meio-Saco, mas quando Meio-Saco interpreta mal um abraço entre Cherry e Clay, ele fica bravo e nocauteia seu oponente em vez de perder. |              |                                                          |                                |                              |                        |                  |                     |
| 8 | 8            | "The Pull" "(O Pagamento)" (BR)                          | Guy Ferland                    | Kurt Sutter & Jack LoGiudice | 22 de outubro de 2008  | 1WAB07           | 2.14                |
| Ernest Darby, o líder dos Nordics, recebe pelo correio um envelope do ex-agente Kohn com evidências ligando a SAMCRO ao IRA. Darby oferece informações ao líder dos Mayans, Marcus Alvarez, em troca do assassinato de Clay Morrow. Com o pagamento das armas do IRA se aproximando, a SAMCRO luta para conseguir o dinheiro. Eles pedem um generoso empréstimo à esposa de Otto, Luann Delaney, uma produtora pornô, e conseguem o resto roubando um caminhão de petróleo dos Nords e vendendo-o ao chefe Wayne Unser. Meio-Saco rouba uma ambulância na tentativa de reembolsar o dinheiro perdido em sua luta de boxe fixa, uma tentativa da qual ele é totalmente ridicularizado. Os Mayans fazem uma tentativa fracassada de Clay durante sua reunião com a conexão do IRA, Cameron Hayes. Hayes é ferido na tentativa e levado para a sede do clube na ambulância de Meio-Saco. Os Mayans também enviam homens atrás de Darby, mas vão embora depois de matar o homem errado. Jax vai para a casa de Tara para recuperar suprimentos médicos para Hayes. Quando ele sai, Kohn embosca Tara, segurando-a sob a mira de uma arma e professando seu amor por ela. Ele a coage a "confessar" que fez um aborto quando eles estavam juntos e então começa a se despir, deixando sua pistola no coldre em uma mesa de cabeceira. Ele imobiliza Tara e tenta estuprá-la, e ela brinca o tempo suficiente para pegar sua pistola e atirar em seu estômago. Tara liga para Jax pedindo ajuda, e quando Jax chega, ele se oferece para chamar a polícia, mas avisa que quando Kohn for libertado da prisão, ele estará livre para ir atrás de Tara novamente. Kohn os ouve falando sobre ele na sala ao lado, e chama Tara de "prostituta motoqueira". Jax corre para a sala e atira na cabeça de Kohn, matando-o instantaneamente, para o horror de Tara. Jax a acalma e os dois se beijam antes de fazerem sexo a poucos metros do corpo de Kohn. Enquanto isso, SAMCRO e os Mayans se preparam para a guerra. |              |                                                          |                                |                              |                        |                  |                     |
| 9 | 9            | "Hell Followed" "(Depois da Tempestade, O Inferno)" (BR) | Billy Gierhart                 | Brett Conrad                 | 29 de outubro de 2008  | 1WAB08           | 2.06                |
| Jax enterra Kohn em uma cova rasa. Unser traz Clay e Darby para interrogatório sobre as tentativas dos Mayans contra suas vidas. Clay o encoraja a trazer Alvarez para que os três possam negociar. Jax aborda Tara no hospital para ajudar a costurar Hayes, que está em um péssimo estado na sede do clube. Ele pede a ela para ficar em Charming apesar de tudo o que aconteceu, e ela concorda, confessando que Charming é o único lugar onde ela se sente segura. Eles voltam para a sede do clube e Tara limpa as feridas de Hayes. Alvarez e Clay se encontram e negociam a paz; Alvarez esclarece sobre as informações de Kohn, e Clay se oferece para vender as armas dos Mayans para sua guerra territorial contra os One-Niners. Clay avisa Alvarez que seus homens vão querer sangue pela tentativa de ataque, e Alvarez oferece seu filho Esai, que é morto por Happy Lowman. Donna dá um ultimato a Opie: ela ou SAMCRO. Hayes se oferece para pagar a dívida de armas da SAMCRO e um mês grátis de armas pelo assassinato de um denunciante, Brenan Hefner. Opie se oferece para assumir o trabalho, e Clay envia Bobby e Jax como apoio. Opie congela quando confrontado com o ato, e Bobby é forçado a intervir e terminar o trabalho. Os três fogem rapidamente, mas são vistos pela amante de Hefner. Jax retorna ao túmulo de Kohn para queimar seu cadáver e joga as memórias de seu pai no fogo antes de se arrepender de sua decisão e recuperar o manuscrito carbonizado do fogo. |              |                                                          |                                |                              |                        |                  |                     |
| 10 | 10           | "Better Half" "(Cara-Metade)" (BR)                       | Mario Van Peebles              | Pat Charles                  | 5 de novembro de 2008  | 1WAB09           | 2.14                |
| A ATF comanda a delegacia de Charming, e a Agente Stahl coloca Unser em licença por suas negociações com SAMCRO. Stahl pressiona as mulheres da SAMCRO, invadindo a empresa pornográfica de Luann e interrogando Donna, Cherry, Tara e Gemma. Stahl dirige-se à Prisão Estadual de Stockton para conseguir uma confissão do marido de Luann, Otto, em troca de indulgência no caso de Luann. Donna se prepara para deixar Opie de uma vez por todas. Cherry é presa pelo incêndio criminoso do condomínio de seu marido abusivo em Nevada, mas Jax convence Unser a conceder-lhe acesso à prisão, onde ele avisa Luann sobre a trama de Stahl com Otto antes de libertar Cherry. Durante a fuga, Jax vê o Subchefe Hale e a Agente Stahl fazendo sexo. Luann avisa Otto que a ATF está tentando fazer acusações de RICO contra SAMCRO, e na próxima visita de Stahl a Stockton, Otto a ataca. Jax manda Happy contrabandear Hayes e Cherry para o Canadá. |              |                                                          |                                |                              |                        |                  |                     |
| 11 | 11           | "Capybara" "(Grande Dedo-Duro)" (BR)                     | Stephen Kay                    | Kurt Sutter & Dave Erickson  | 12 de novembro de 2008 | 1WAB10           | 2.22                |
| Embora Luann seja libertada, a ATF invade a sede do clube SAMCRO e prende Bobby pelo assassinato de Brenan Hefner. Opie, por sua vez, não está em lugar nenhum, embora Juice Ortiz traga a Clay e Tig evidências de que Opie e sua família podem estar sob proteção de testemunhas. Jax é cético em relação às evidências e intui corretamente que a Agente Stahl está tentando pintar Opie como um traidor. O Subchefe Hale questiona a atitude blasé de Stahl em relação à segurança de Opie. Stahl tenta convencer Donna de que o clube vai matar Opie quando ele for libertado. A ATF libera Opie após 48 horas e, sem que ele saiba, grampeiam seu celular, motocicleta e carro. Tig procura as coisas de Opie durante uma reunião da SAMCRO e encontra os dispositivos. Acreditando que ele se voltou contra o clube, Tig e Clay concordam que Opie tem que morrer. A ex-esposa de Jax, Wendy, retorna da reabilitação e tem uma visita amigável com Jax e Abel no hospital, fazendo com que Tara duvide de seu futuro com Jax. Gemma diz a Wendy que se Wendy ficar limpa e agir em conjunto, Gemma fará o que puder para garantir que Wendy e Jax voltem a ficar juntos. |              |                                                          |                                |                              |                        |                  |                     |
| 12 | 12           | "The Sleep of Babies" "(Sono Tranquilo)" (BR)            | Terrence O'Hara                | Kurt Sutter                  | 19 de novembro de 2008 | 1WAB11           | 2.46                |
| Abel finalmente está saudável o suficiente para voltar para casa. Wendy entra em um momento de ternura entre Jax e Tara e percebe que Gemma a está usando para chegar até Tara. Wendy confronta Gemma, então notifica Tara que ela pretende consertar seu relacionamento com Jax e que Gemma está determinada a sabotar o relacionamento de Jax e Tara. Tendo vendido todas as armas da Irlanda e sem dinheiro para pagar a defesa legal de Bobby, Clay planeja vender as próprias armas do clube para os Mayans. Em Oakland, Clay e Jax devem pegar as armas, enquanto Tig e Opie deixam o dinheiro. No entanto, Clay deu ordens a Tig para matar Opie. Ansioso por jogar nos dois lados da guerra entre os Mayans e os One-Niners, Clay também faz acordos com Laroy Wayne - líder dos One-Niners - para emboscar a venda. Clay e Jax escapam ilesos da emboscada e, quando têm a chance de matar Opie, Tig recua. Tig diz a Clay que ele não teve a chance de matar Opie durante o caos da emboscada, então Clay ordena que Tig termine o trabalho após a festa de volta para casa de Abel e faça com que pareça uma retaliação dos One-Niners. Sentindo-se culpado pelas ações de Stahl terem incriminado um homem inocente, Hale conta a Unser sobre os dispositivos que a ATF plantou em Opie. Ele então confronta Stahl com raiva, que está sendo retirado do caso arquivado. No retorno de Abel, Tara beija Jax na frente de Wendy, e dá um tapa em Jax quando ele pede a ela para não esfregar seu relacionamento na cara de Wendy. Tara vai embora, assim como Opie e sua família. Opie leva as crianças para casa no carro de Donna, e Donna leva a caminhonete de Opie para fazer algumas coisas para Gemma, que está ocupada dando a festa. Unser aparece na festa e diz a Clay que Opie é inocente. Clay tenta cancelar o assassinato, mas Tig perde a ligação e atira na caminhonete de Opie com uma MAC-10, matando Donna acidentalmente. SAMCRO chega rapidamente à cena do crime e, enquanto todos consolam Opie devastado, Jax lança um olhar furioso para Clay, e Hale culpa Stahl pela morte de Donna. De volta à casa, Wendy consola Jax e os dois fazem sexo.                                                          |              |                                                          |                                |                              |                        |                  |                     |
| 13 | 13           | "The Revelator" "(O Revelador)" (BR)                     | Kurt Sutter                    | Kurt Sutter                  | 26 de novembro de 2008 | 1WAB12           | 2.48                |
| Jax consola Opie, que culpa sua escolha de retornar à SAMCRO pela morte de Donna. Jax visita Tara no hospital para checá-la e ela desaba, culpada pelo assassinato de Kohn e insegura sobre seu futuro com Jax. Ela conta a Jax seus planos de deixar Charming, e ele a acusa de usá-lo para fazer o trabalho sujo. Jax garante a Tara que ela é a única que ele amou. Gemma consola Clay cheio de culpa, mas ordena que ele faça uma cara de forte para seus homens. O pai de Opie, Piney, está ansioso para atingir os One-Niners como "vingança" pela morte de Donna e exige satisfação de Clay. Piney dirige até Oakland e exige uma reunião com Laroy Wayne, e Clay manda Jax, Chibs e Meio-Saco atrás dele para impedi-lo de fazer qualquer bagunça. Wayne garante que os Niners não tiveram nada a ver com a morte de Donna. O advogado de Bobby, Rosen, avisa Clay que a amante de Brenan Hefner está se preparando para testemunhar contra Bobby e Opie, e Clay chantageia Elliott Oswald para ajudar SAMCRO a descobrir sua identidade para que possam silenciá-la. Hale implora a Unser para ajudá-lo a derrubar o clube, mas Unser se recusa terminantemente, encorajando Hale a deixar os motoqueiros fazerem sua própria justiça. Hale estende a mão para Jax e diz a ele que suspeita que Clay é culpado de ordenar o assassinato de Opie. Jax confronta Clay e exige a verdade, mas Clay mente e diz a Jax para tirar isso da cabeça pelo bem de SAMCRO. Quando Jax sai do clube, Juice o informa que a amante de Hefner é uma garota de 17 anos, e Jax corre para evitar seu assassinato. Ele para Happy, Chibs e Tig antes de terminar o trabalho, e então briga com Tig (sabendo que ele assassinou Donna por ordem de Clay) no esconderijo antes de sair e beber até dormir no cemitério de Charming. Ele acorda e caminha para o funeral de Donna. Tara dá a ele seu emblema da SAMCRO e um beijo, devastando Wendy. Ele lança um olhar astuto para Clay, Gemma e Tig antes de colocar uma flor no caixão e ir embora. Piney segue e entrega a Jax uma nova cópia das memórias de seu pai, declarando que é "hora de mudar". Jax visita o túmulo de seu pai e proclama seu acordo enquanto Gemma e Clay olham, nervosos. |              |                                                          |                                |                              |                        |                  |                     |

## Produção
Embora Sons of Anarchy seja ambientado no Vale Central do norte da Califórnia, ele foi filmado principalmente no Occidental Studios Stage 5A em North Hollywood. Os conjuntos principais localizados lá incluem a sede do clube, o Hospital St. Thomas e a casa de Jax. As salas de produção do estúdio usadas pela equipe de roteiristas também funcionam como a Delegacia de Polícia de Charming. Cenas externas são frequentemente filmadas nas proximidades de Sun Valley e Tujunga. Cenas internas e externas ambientadas na Irlanda do Norte durante a 3ª temporada também foram filmadas no Occidental Studios e áreas adjacentes. Uma segunda unidade filmou imagens na Irlanda do Norte usadas na terceira temporada.
Originalmente, Scott Glenn foi escalado para o papel de Clay Morrow e um episódio piloto inteiro foi filmado com ele. No entanto, o criador da série Kurt Sutter decidiu ir em uma direção diferente com o personagem e recriar Ron Perlman para o papel, e as cenas de Clay foram refeitas. Além disso, Emilio Rivera foi originalmente escalado como um membro do clube Sons of Anarchy chamado "Hawk", que eventualmente evoluiu para o personagem de Tig Trager. Além disso, a gangue de rua One-Niners que compra armas da SAMCRO apareceu pela primeira vez em The Shield, que Sutter produziu.

## Recepção

### Recepção crítica
A primeira temporada de Sons of Anarchy recebeu críticas geralmente positivas. No Rotten Tomatoes, a temporada tem uma avaliação de 88% com base em 24 críticos com uma pontuação média de 7.8/10. O consenso crítico do site diz: "Rude e severo, Sons of Anarchy apresenta um dos melhores elencos da televisão."
Matthew Gilbert, do The Boston Globe, disse que a primeira temporada tem um "potencial real".
Brian Lowry, da Variety, deu uma crítica mista, admirando a criação do clube de Sutter e a cidade de Charming, mas observando os primeiros episódios sem direção.